# Liste der Kulturdenkmäler in Winterburg
In der Liste der Kulturdenkmäler in Winterburg sind alle Kulturdenkmäler der rheinland-pfälzischen Ortsgemeinde Winterburg aufgeführt. Grundlage ist die Denkmalliste des Landes Rheinland-Pfalz (Stand: 2. August 2023).

## Denkmalzonen
| Bezeichnung                   | Lage                   | Baujahr                           | Beschreibung | Bild            |
| ----------------------------- | ---------------------- | --------------------------------- | --- | --------------- |
| Denkmalzone Soonwaldstraße 13 | Soonwaldstraße 13 Lage | erste Hälfte des 19. Jahrhunderts | Streckhof, ehemaliges Gasthaus, erste Hälfte des 19. Jahrhunderts; verputztes Fachwerkhaus, bezeichnet 1829; bauliche Gesamtanlage | Fotos hochladen |

## Einzeldenkmäler
| Bezeichnung             | Lage                           | Baujahr                            | Beschreibung | Bild                           |
| ----------------------- | ------------------------------ | ---------------------------------- | --- | ------------------------------ |
| Mühle                   | Mühlenstraße 2 Lage            | zweite Hälfte des 19. Jahrhunderts | ehemalige Mühle mit Wohnhaus und Mühlengebäude, zweite Hälfte des 19. Jahrhunderts                                                                                                 | BW                             |
| Hofanlage               | Soonwaldstraße 13 Lage         | erste Hälfte des 19. Jahrhunderts  | ehemaliges Gasthaus; Streckhof, erste Hälfte des 19. Jahrhunderts; Fachwerkhaus, verputzt, bezeichnet 1829, Wirtschaftsgebäude; bauliche Gesamtanlage                              | BW                             |
| Evangelische Kirche     | Soonwaldstraße 15 Lage         | 1782–84                            | frühklassizistischer Saalbau, 1782–84, Landbaumeister Gottlieb Lindemann, Birkenfeld                                                                                               | weitere Bilder Fotos hochladen |
| Hofanlage               | Soonwaldstraße 18 Lage         | Mitte des 18. Jahrhunderts         | ehemalige Gerberei; Hofanlage, Mitte des 18. Jahrhunderts; barockes Fachwerkhaus und Fachwerk-Gebereigebäude                                                                       | BW                             |
| Tür                     | Soonwaldstraße, an Nr. 30 Lage | Anfang des 19. Jahrhunderts        | Türblatt, wohl vom Anfang des 19. Jahrhunderts | BW                             |
| Evangelisches Pfarrhaus | Soonwaldstraße 36 Lage         | um 1900/10                         | ehemalige Schule; Heimatstilbau, um 1900/10; Spolie: Türsturz, bezeichnet 1634 | BW                             |
| Schloss Winterburg      | nördlich des Ortes Lage        | 1325                               | wenige Reste des 1325 erbauten, 1689 zerstörten Schlosses; barockes Amtshaus, teilweise verschiefertes Fachwerk, 1749; Fachwerk-Nebengebäude, bezeichnet 1719; heute Schullandheim | Fotos hochladen                |